# Charles Hesterman Merz
Charles Hesterman Merz (5 de outubro de 1874 — 14 ou 15 de outubro de 1940) foi um engenheiro eletricista britânico.